# Zhengtong

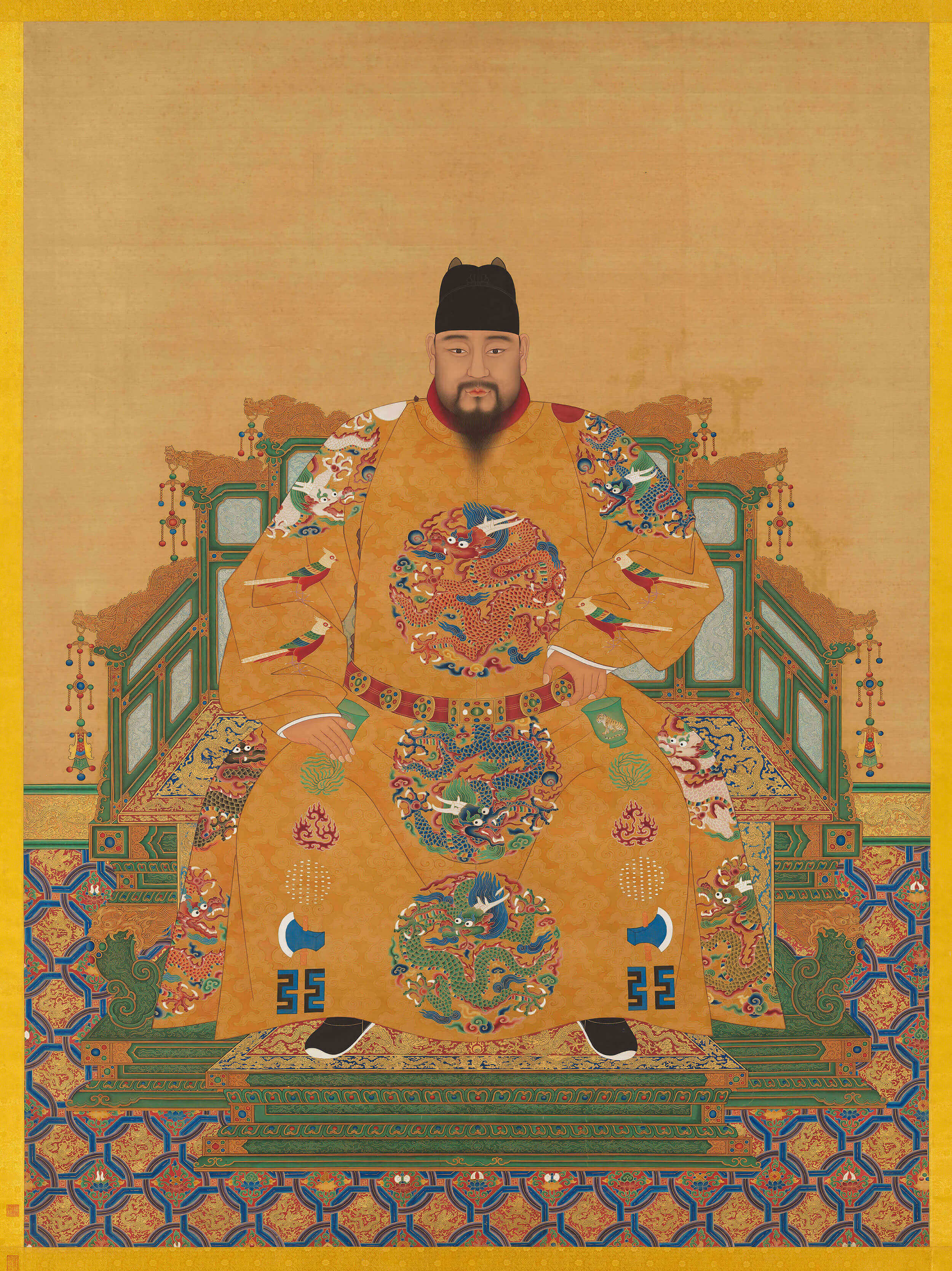
Zhu Qizhen

Zhengtong (正統; Geburtsname: Zhu Qizhen 朱祁鎮, Tempelname: Yingzong 英宗; * 29. November 1427 in Peking; † 23. Februar 1464 ebenda) war der sechste chinesische Kaiser der Ming-Dynastie. Er regierte als Zhengtong von 1435 bis 1449 und ein zweites Mal als Tianshun (天順) von 1457 bis 1464.
Zhengtong war der älteste Sohn des Xuande-Kaisers und der Kaiserin Sun. Bereits mit acht Jahren bestieg er den Thron und stand unter der Regentschaft seiner fähigen Großmutter, der Großen Kaiserinwitwe Zhang. Dennoch geriet er ebenso unter den Einfluss des Eunuchen Wang Zhen. Unter Kaiser Zhengtongs Regierungszeit fällt die endgültige Aufgabe der großen chinesischen Seeexpeditionen. Diese wurden fallen gelassen, da ganz China im Zeitraum von 1430 bis 1450 von schwerwiegenden Naturkatastrophen heimgesucht wurde; zuerst von Dürren, dann von schweren Hungersnöten und schließlich von heftig um sich greifenden Pestepidemien, die Millionen Menschen das Leben kosteten. Angesichts dieser Probleme waren die enormen Kosten der staatlich finanzierten Handelsflotten untragbar und mussten zur Schadenseindämmung verwendet werden. Hinzu kam ein andauernder Machtkampf zwischen Anhängern des Konfuzianismus, welche die Flotten ablehnten, und den kaiserlichen Eunuchen, welche den Seehandel in weiten Teilen kontrollierten.
1449, im Alter von 22 Jahren, unternahm Zhengtong auf Anraten Wang Zhens einen schlecht vorbereiteten Feldzug gegen die westmongolischen Oiraten und wurde in der Schlacht von Tumu gefangen genommen. Dies erschütterte den Ming-Staat erneut, und nur die fähige Leitung des Ministers Yu Qian verhinderte Schlimmeres. Während Zhengtong als Geisel bei Esen Khan verweilte, usurpierte sein Bruder Zhu Qiyu als Kaiser Jingtai den Drachenthron. Der neue Kaiser weigerte sich, jegliche Lösegeldforderung zu erfüllen. Das machte Zhengtong für die Mongolen wertlos. Dieser hatte inzwischen die Freundschaft Esen Khans gewonnen und wurde daraufhin von diesem 1450 freigelassen. Der abgesetzte Ming-Kaiser wurde von seinem Bruder innerhalb der Verbotenen Stadt, samt seiner Familie unter Hausarrest gestellt und vollständig isoliert.
Nach sieben Jahren erkrankte Kaiser Jingtai, und der abgesetzte Kaiser Zhengtong entschied sich 1457 zum Handeln. In einer Palastrevolte stürzte er seinen Bruder und bestieg wieder den Thron. Diesmal aber mit einer neuen Devise, die Tiānshùn hieß, 天顺, etwa „Himmelsfolge“. Nach einer zweiten Amtszeit von sieben Jahren in der Tianshun-Ära starb der neue alte Kaiser im Alter von nur 37 Jahren im Jahre 1464.